# Carlos Robles Piquer
Carlos Robles Piquer (Madrid, 13 de octubre de 1925-ibidem, 8 de febrero de 2018) fue un político y diplomático español.

## Biografía
Doctor en Derecho y licenciado en Filosofía y Letras y en Ciencias Políticas y Económicas, se incorporó a la carrera diplomática. Su trayectoria en ese terreno incluyó los cargos de embajador en Libia, Chad, Italia y Malta, cónsul en Nador y secretario de embajada en Bogotá.
Su carrera política en la Administración española se desarrolló tanto en los últimos años del franquismo como durante los primeros de la Transición. Entre 1962 y 1967 fue director general de Información y entre 1967 y 1969 de Cultura Popular y Espectáculos. Tras la muerte de Franco, fue Ministro de Educación y Ciencia (1975-1976), en el Gobierno de Carlos Arias Navarro. Fue embajador de España en Italia (1977-1979).
Ya con Adolfo Suárez al frente del Ejecutivo, ocupó los cargos de Secretario de Estado de Asuntos Exteriores (1979-1981), director general de Radio Televisión Española (1981-1982) y presidente del Instituto de Cooperación Iberoamericana (1982).
Diputado autonómico de la I legislatura de la Asamblea de Madrid (1983-1987) dentro del grupo parlamentario AP-PDP-UL, en junio de 1983 fue designado senador por designación de la cámara autonómica. Al acceder España a la Unión Europea, fue designado diputado al Parlamento Europeo por el Senado de España. Es elegido en las Elecciones europeas de 1987 y reelegido en 1989 y 1994, ocupando tal cargo hasta 1999.
Casado con Elisa Fraga Iribarne, hermana de Manuel Fraga, dirigente de Alianza Popular, en ese partido fue coordinador general, senador, diputado en el Parlamento Europeo. Con posterioridad se incorporó a la Fundación FAES como patrono.
Fue padre de siete hijos, entre los que se encuentran el político y diplomático José María Robles Fraga y el diplomático Carlos Robles Fraga. 
En 2006, publicó un resumen de su tesis doctoral bajo la editorial Taurus, llamado Europa y el drama de África'. En 2011, a los 86 años, publicó sus memorias en la editorial Planeta, bajo el título Memoria de cuatro Españas, en las que relata su vida personal, política y diplomática, durante la Segunda República, la Guerra Civil, el Franquismo y finalmente la democracia.

## Obras
- — (2006). Europa y el drama de África. Madrid: Taurus.[6]
- — (2011). Memoria de cuatro Españas: República, guerra, franquismo y democracia. Barcelona: Planeta.[7]

## Distinciones
- Gran Cruz de la Orden del Mérito Civil (1964)[8]
- Gran Cruz de la Real y Muy Distinguida Orden de Carlos III (1976)[9]
- Gran Cruz de la Orden Civil de Alfonso X el Sabio (1998)[10]
- Medalla de la Orden del Mérito Constitucional (2011)[11]